# Aïn Diss
Aïn Diss es un municipio (baladiyah) de la provincia o valiato de Oum el-Bouaghi en Argelia. En abril de 2008 tenía una población censada de 2767 habitantes.
Se encuentra ubicado al noreste del país, sobre los montes Atlas, y cerca de la costa del mar Mediterráneo y de la frontera con Túnez.